# Locky
Locky est un cheval de Troie de type ransomware envoyé par e-mail et se présentant sous la forme d'une facture qu'il faut ouvrir avec Microsoft Word . À première vue, le document semble illisible et demande à l'utilisateur d'activer les macros. 

Une fois celles-ci activées, Locky télécharge un programme sur l'ordinateur afin de chiffrer automatiquement toutes les données . Il est ensuite demandé à l'utilisateur de télécharger Tor puis de visiter un site précis afin d'obtenir la marche à suivre pour débloquer ses fichiers. Un paiement d'un montant variable en bitcoins est alors demandé.

## Histoire
Locky a été découvert en février 2016 et aurait infecté des millions d'utilisateurs.  
En été 2017, une nouvelle campagne d'hameçonnage répand Locky.
Alexander Vinnik est accusé de superviser une plateforme d’échanges de cryptomonnaies nommé BTC-e utilisée pour blanchir les sommes extorquées par Locky. Début décembre 2020, le tribunal a estimé qu’il n’y avait pas suffisamment d’éléments pour affirmer qu'il supervisait le logiciel informatique malveillant Locky . Néanmoins, il est reconnu coupable d'avoir participé à recueillir l’argent issu des rançons et à les faire transiter sur une plate-forme d’échanges de cryptomonnaies.
Alexander Vinnik purge une peine de 5 ans de prison en France pour blanchiment de rançon, il est ensuite extradé vers les États-Unis où il purge une peine de prison. Le 12 février 2025 on parle de sa libération comme de la contrepartie à la libération de Marc Fogel.